# Liste des cardinaux créés par Léon XIII
Au cours de son pontificat de 1878 à 1903, Léon XIII a créé 147 cardinaux dans 27 consistoires.
Depuis la mort du cardinal Lev Skrbenský z Hříště le 24 décembre 1938, il n'y a plus aucun cardinal vivant connu créé par le pape Léon XIII et, depuis la mort du cardinal Vincenzo Vannutelli le 9 juillet 1930, plus aucun cardinal vivant connu créé au XIXe siècle.

## Créés le 12 mai 1879
- Gaetano Alimonda
- Florian-Jules-Félix Desprez
- Lajos Haynald
- Joseph Hergenröther
- John Henry Newman
- Giuseppe Pecci
- Louis-Édouard-François-Désiré Pie
- Americo Ferreira dos Santos Silva
- Friedrich Egon von Fürstenberg
- Tommaso Maria Zigliara

## Créés le 19 septembre 1879
- Giacomo Cattani
- Ludovico Jacobini
- Pier Francesco Meglia
- Domenico Sanguigni

## Créés le 13 décembre 1880
- Antoine-Pierre IX Hassun
- in pectore,  Pietro Lasagni ,
- in pectore,  Carlo Laurenzi ,
- in pectore,  Francesco Ricci Paracciani .

## Créés le 27 mars 1882
- Domenico Agostini
- Charles Martial Lavigerie
- Angelo Jacobini
- Joaquín Lluch y Garriga
- Edward MacCabe

- Officialisations publiques de créations in pectore antérieures :
  - Pietro Lasagni 
  - Francesco Ricci Paracciani

## Créés le 25 septembre 1882
- Angelo Bianchi
- Wlodzimierz Czacki

## Créés le 24 mars 1884
- José Sebastião d'Almeida Neto
- Guglielmo Sanfelice D'Acquavella

## Créés le 10 novembre 1884
- Michelangelo Celesia
- Cölestin Joseph Ganglbauer
- Carmine Gori-Merosi
- Zeferino González y Díaz Tuñón
- Ignazio Masotti
- Guglielmo Massaia
- Antolín Monescillo y Viso
- Isidoro Verga

- Officialisation publique d'une création in pectore antérieure :
  - Carlo Laurenzi

## Créés le 27 juillet 1885
- Francesco Battaglini
- Alfonso Capecelatro di Castelpagano
- Carlo Cristofori
- Paul Ludolf Melchers
- Francis Patrick Moran
- Placido Maria Schiaffino

## Créés le 7 juin 1886
- Victor-Félix Bernadou
- James Gibbons
- Benoît Langénieux
- Camillo Mazzella
- Charles-Philippe Place
- Elzéar-Alexandre Taschereau
- Augusto Theodoli

## Créés le 14 mars 1887
- Gaetano Aloisi Masella
- Luigi Giordani
- Mariano Rampolla del Tindaro
- Camillo Siciliano di Rende
- Serafino Vannutelli

## Créés le 23 mai 1887
- Agostino Bausa
- Luigi Pallotti

## Créés le 11 février 1889
- Giuseppe D'Annibale
- Giuseppe Benedetto Dusmet
- Luigi Macchi

## Créés le 24 mai 1889
- Achille Apolloni
- Joseph-Alfred Foulon
- Pierre-Lambert Goossens
- Aimé-Victor-François Guilbert
- François-Marie-Benjamin Richard de la Vergne
- Gaetano de Ruggiero
- Franziskus von Paula Schönborn

## Créé le 30 décembre 1889
- Vincenzo Vannutelli , in pectore

## Créés le 23 juin 1890
- Albin Dunajewski
- Sebastiano Galeati
- Gaspard Mermillod
- Vincenzo Vannutelli

## Créés le 1 juin 1891
- Anton Josef Gruscha
- Luigi Rotelli

## Créés le 14 décembre 1891
- Fulco Luigi Ruffo-Scilla
- Luigi Sepiacci

## Créés le 16 janvier 1893
- Angelo Di Pietro
- Luigi Galimberti
- Giuseppe Guarino
- Georg von Kopp
- Philipp Krementz
- Michael Logue
- Amilcare Malagola
- Guillaume-René Meignan
- Mario Mocenni
- Ignatius Camillus William Mary Peter Persico
- Benito Sanz y Forés
- Andreas Steinhuber
- Léon-Benoit-Charles Thomas
- Kolos Ferenc Vaszary
- Herbert Vaughan
- in pectore,  Adolphe Perraud

## Créés le 12 juin 1893
- Joseph-Christian-Ernest Bourret
- Giuseppe Maria Graniello
- Victor-Lucien-Sulpice Lecot
- Giuseppe Melchiorre Sarto, futur pape Pie X  (Saint)
- Lörinc Schlauch

## Créés le 18 mai 1894
- Andrea Carlo Ferrari  (Bienheureux)
- Egidio Mauri
- Ciriaco María Sancha y Hervás
- Francesco Segna
- Andreas Steinhuber
- Domenico Svampa

## Créés le 29 novembre 1895
- Jean-Pierre Boyer
- Antonio María Cascajares y Azara
- Salvador Casañas y Pagés
- Girolamo Maria Gotti
- Johann Evangelist Haller
- Achille Manara
- Francesco Satolli
- Sylwester Sembratowicz

- Officialisation publique d'une création in pectore antérieure :
  - Adolphe Perraud

## Créés le 22 juin 1896
- Antonio Agliardi
- Serafino Cretoni
- Domenico Ferrata
- Domenico Maria Jacobini

## Créés le 30 novembre 1896
- Raffaele Pierotti
- Giuseppe Antonio Ermenegildo Prisco

## Créés le 19 avril 1897
- Pierre-Hector Coullié
- Guillaume-Marie-Joseph Labouré
- José María Martín de Herrera y de la Iglesia
- Guillaume-Marie-Romain Sourrieu

## Créés le 18 juin 1899
- Giovanni Battista Casali del Drago
- Francesco di Paola Cassetta
- Agostino Ciasca
- Francesco Salesio Della Volpe
- Giuseppe Francica-Nava de Bontifè
- François-Désiré Mathieu
- Jakob Missia
- Gennaro Portanova
- Pietro Respighi
- Agostino Richelmy
- Alessandro Sanminiatelli Zabarella
- Luigi Trombetta
- José de Calasanz Félix Santiago Vives y Tutó

## Créés le 15 avril 1901
- Donato Maria dell'Olio
- Sebastiano Martinelli
- Casimiro Gennari
- Lev Skrbenský z Hříště
- Giulio Boschi
- Agostino Gaetano Riboldi
- Jan Puzyna de Kosielsko
- Bartolomeo Bacilieri
- Luigi Tripepi
- Felice Cavagnis

## Créés le 22 juin 1903
- Carlo Nocella
- Beniamino Cavicchioni
- Andrea Aiuti
- Emidio Taliani
- Sebastián Herrero y Espinosa de los Monteros
- Johannes Baptist Katschthaler
- Anton Hubert Fischer